# Csíkszentdomokos
Csíkszentdomokos (románul Sândominic, németül Sankt Domenikus) falu Romániában, Hargita megyében. Felcsík legnépesebb faluja. A falu jól őrzi hagyományait. Külön nap van szentelve a népviseleteknek, a Szőttesek Vasárnapja.

## Fekvése
Csíkszeredától 29 km-re északra, az Olt felső völgyében fekvő Szenttamással összenőtt nagyközség, a Lok és Szádakút-patakok Oltba való torkollásánál fekszik. 1967-ig Balánbánya is hozzá tartozott.

## Nevének eredete
Nevét középkori Szent Domonkosnak szentelt templomáról kapta.

## Története

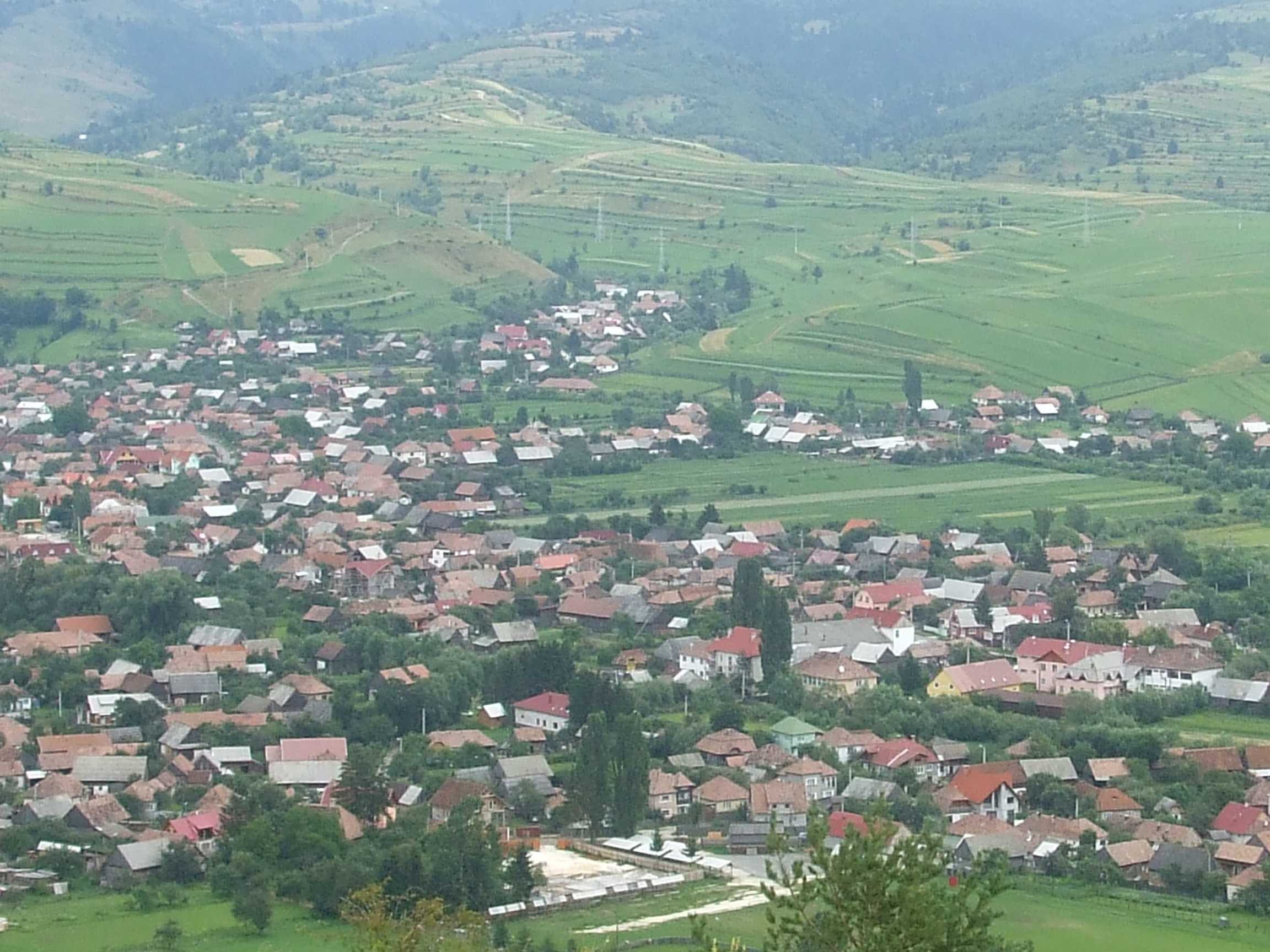
Csíkszentdomokos Garadosból fényképezve

A középkorban határában vasat és rezet bányásztak. 1567-ben Zenth Domokos néven említik. Határában a Tarkő havasa alatt feküdt a középkori Tarkő falu.
A falu határában a Pásztorbükknek nevezett helyen gyilkolták meg a székelyek a sellenberki csata után menekülő Báthory András bíborost, erdélyi fejedelmet 1599. október 31-én. A gyilkosságért VIII. Kelemen pápa átokkal sújtotta a községet és száz évig tartó böjtre ítélte.
A gyilkosság helyére 1816-ban keresztet állítottak, amely ma a templom belső falánál áll a Pásztorbükkön pedig kápolnát építettek. 1910-ben 5391 magyar lakosa volt. A trianoni békeszerződésig Csík vármegye Felcsíki járásához tartozott. A világháborúk között fejlett szövetkezeti élet folyt itt. 1944-ben a Maniu-gárda kivégzett itt 12 ártatlan magyar személyt, köztük nőket is. 1992-ben 6678 lakosából 6658 magyar és 20 román volt.

## Látnivalók

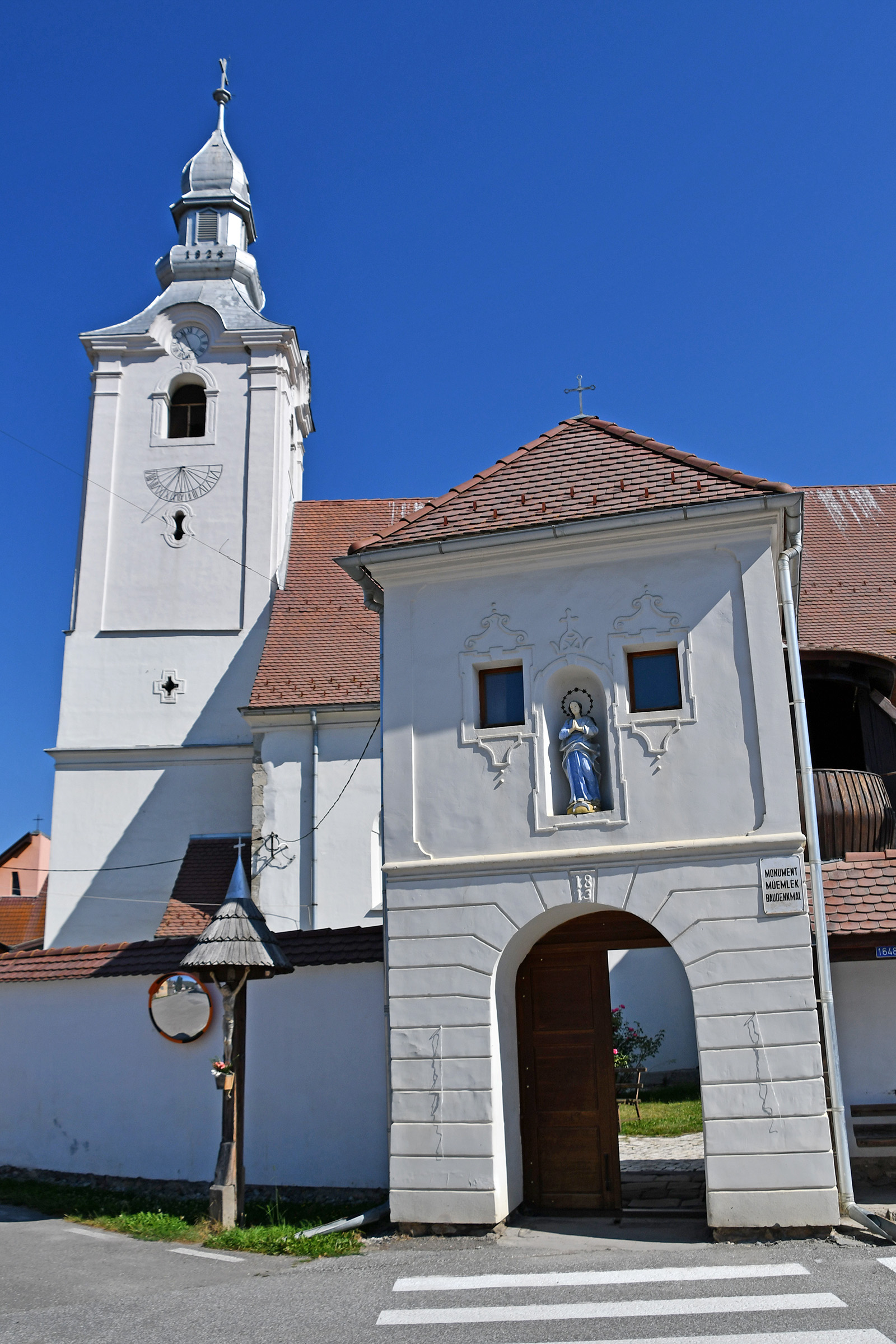
Római katolikus templom

- Római katolikus temploma 1787 és 1802 között épült a régi román kori templom helyett, melyből azonban számos műkincset őriz. Kerítése 1813-ban épült.
- Szomszédságában áll a Szent Margit-ház a Tisztítótűzben Szenvedő Lelkeket Segítő Nővérek (a kongregációt alapította: Eugenie Smet) 1995-ben felépült otthona.
- A római katolikus templom mellett található egykori egyházi iskola ad otthont a Márton Áron Múzeumnak.
- Görögkatolikus fatemploma 1787-ből való, most ortodox templom.
- A falu kőbányájában a Garados-dombon mészkövet, márványt bányásznak.
- A falunak kis tájmúzeuma is van.
- A községből kilátás nyílik a Nagy-Hagymásra.
- Márton Áron Múzeum, Csíkszentdomokos.[3]

## Híres emberek
- Itt született 1896. augusztus 28-án Márton Áron gyulafehérvári püspök, Erdély nagy fia, az erdélyi katolikus egyház nagy alakja, emlékére születésének 100. évfordulóján szobrot állítottak. 2010-ben, halálának 30. évfordulóján a templom melletti általános iskolában múzeum nyílt, amely a püspök életútját és azon keresztül a 20. századi Erdély történelmét is bemutatja.[3]
- Itt született 1909-ben Kurkó Gyárfás regényíró, politikus.
- Itt született 1940-ben Baróti István Liszt-díjas orgonaművész, tanár, az esztergomi Főszékesegyház orgonistája és karnagya.
- Itt született 1975-ben P. György Alfréd kamilliánus atya.
- Itt született 1975-ben Kristály Sándor matematikus, egyetemi tanár, a Magyar Tudományos Akadémia külső tagja.
- Itt született 1980-ban Kurkó J. Kristóf színész.